# John Torrence Tate (físico)
John Torrence Tate (Adams County, Iowa, 28 de julio de 1889 - 27 de mayo de 1950) fue un físico estadounidense que trabajó principalmente como profesor e investigador en la Universidad de Minnesota, en las áreas de la mecánica cuántica y la física experimental, y como asesor científico de diversas instituciones gubernamentales. También ejerció el cargo de editor de la revista científica Physical Review entre 1923 y 1949 y otras revistas editadas por la Sociedad Estadounidense de Física.

## Biografía

### Estudios
Cuando tiene 10 años, fallece su madre y es enviado a estudiar a Nueva York con la familia de su tío paterno. Tras su paso por el instituto, comienza estudios universitarios de ingeniería eléctrica en la Universidad de Nebraska. Acepta un trabajo como físico, que resultaría determinante para orientar su futuro profesional hacia la física.
Se gradúa en 1910 y realiza un máster en Física en 1912. En ese período, también fallece su padre (1911). Realiza una estancia en la Universidad de Berlín para realizar su doctorado con James Franck, finalizando en 1914. Debido al inicio de la Primera Guerra Mundial, retorna a Estados Unidos.

### Actividad profesional
En 1914 es contratado como profesor por la Universidad de Nebraska y dos años más tarde (1916) se traslada a la universidad de Minnesota donde permanecería el resto de su vida. Consigue un ascenso bastante rápido y hacia 1920 ya adquiere el puesto de profesor titular.
La guerra mundial le obligó a alistarse y trabajar para el Bureau of Standards en Washington, entre 1917 y 1918. Tras finalizar la guerra, retorna a Minnesota, en cuya universidad enseñaría e investigaría hasta 1940, con un curso adicional en 1946.
Dedicó una parte importante de su actividad a la edición de revistas científicas sobre física, como Physical Review, o Reviews of Modern Physics.
Contribuyó a la gestación del Instituto Estadounidense de física  (AIP), en 1931.
Entre 1941 y 1945, y dentro de los esfuerzos requeridos por la Segunda Guerra Mundial, dirigió el grupo de investigación sobre detección de submarinos, dentro del Comité de investigación para la defensa naval (Naval Defense Research Committee, NDRC) a la vez que asesoraba científicamente a diversos organismos gubernamentales.
Entre 1946 y 1949, dirigió el Laboratorio Nacional Argonne, como jefe del comité de gobernadores, hasta que debió retirarse por enfermedad.

### Su familia
Tras casarse con Lois Beatrice Fossler en 1917, tuvieron un hijo, de igual nombre que él, John Tate, que se convertiría en un famoso matemático y llegaría a conseguir el premio Abel, en 2010.
Su primera esposa falleció en 1939, y unos años más tarde, en 1945 volvió a casarse en segundas nupcias con Madeline Margherite Mitchell.

## Área de trabajo
Comienza sus investigaciones sobre temas cercanos a la química (calores de vaporización de metales, potenciales de ionización, espectros de emisión y absorción) que sirvieron para ayudar al desarrollo inicial de la mecánica cuántica.
Otros temas sobre los que desarrolló trabajos de investigación fueron: ionización de átomos y disociación de moléculas por impacto de electrones, activación térmica, etc.
Su nombramiento como editor y jefe de la revista Physical Review (1923) y sus trabajos para organismos de la defensa nacional y de asesoría de ciertas instituciones públicas fueron mermando su producción científica como investigador.

## Premios y honores
- Presidente de la American Physical Society, 1939
- Doctorado honorario por la University of Nebraska, 1937 y la Case School of Applied Science, 1945
- Miembro de la National Academy of Sciences, 1942
- Miembro de la American Philosophical Society, 1941
- Miembro de las fraternidades Phi Beta Kappa y Sigma Xi.

El Instituto americano de física (American Institute of Physics) instutuyó en su honor la medalla de oro internacional John Torrence Tate.
La universidad de Minnesota estableció los premios John Tate en las áreas de Tecnología y Asesoramiento.